# Daniel Varujan
Daniel Varujan (arménsky: Դանիէլ Վարուժան; 20. dubna 1884 Çayboyu – 26. srpna 1915 Çankırı) byl arménský básník počátku 20. století. Ve věku 31 let, kdy dosahoval mezinárodního významu, byl deportován a zavražděn osmanskou mladotureckou vládou v rámci arménské genocidy.

## Život
Narodil se jako Daniel Čboukiarjan (Դանիէլ Չպուքքեարեան) ve vesnici Prknig (nyní Çayboyu) poblíž města Sivas v Osmanské říši, dnešním Turecku. Když mu bylo dvanáct, jeho otec byl zatčen a uvězněn během protiarménských pogromů roku 1896. V roce 1905 Daniel nastoupil na univerzitu v Gentu v Belgii, kde vystudoval literaturu, sociologii a ekonomii. Absolvoval roku 1909. Poté se vrátil do rodné vesnice, kde poté tři roky učil. V roce 1912 se stal ředitelem školy Sv. Řehoře Osvětitele v Konstantinopoli. V roce 1914 založil literární skupinu Mehean a také stejnojmenný časopis. K jeho nejbližším spolupracovníkům ve skupině patřili Gostan Zarjan, Hagop Ošagan a Kegam Parsekjan. Cílem hnutí bylo zahájit arménskou literární a uměleckou renesanci. Krom nacionálních ambicí byli členové skupiny také ovlivněni nietzscheánskou filozofií a jejich cílem byla též silná univerzální umělecká tvorba. Tento druhý přístup byl Varujanovi bližší. V manifestu skupiny se psalo: "Oznamujeme uctívání a vyjádření arménského ducha, protože arménský duch je živý, ale objevuje se jen příležitostně. Říkáme: Bez arménského ducha není arménská literatura ani arménský umělec. Každý skutečný umělec vyjadřuje pouze ducha své vlastní rasy."

## Smrt
Podle svědectví biskupa Grigorise Palageana, který později hovořil s jejich tureckými kočími, a básníka Rubena Sevaka, byli Varujan a další čtyři Arméni zadržení při jejich jízdě kočárem z Çankırı do Ankary, na místě zvaném Tiuna. Zde byli později zavražděni čtyřmi Kurdy v čele s místním zločincem jménem Halo. Ti jednali podle pokynů Výboru pro jednotu a pokrok (tajná mladoturecká organizace, která naplánovala arménskou genocidu). Vraždění probíhalo obzvláště krutým způsobem, Arménci byli nazí přivázáni ke stromu v lese a pomalu mučeni noži. Jejich křik slyšeli svědci na velkou vzdálenost.
Během zatčení měl Varujan u sebe nedokončený rukopis své sbírky básní Píseň o chlebu (Հացին երգը). Rukopis byl zachráněn za pomoci podplacení osmanských úředníků. Sbírka byla vydána posmrtně v roce 1921 a dnes patří k Varujanovým nejznámějším dílům. Básně v ní oslavují prostý vesnický život arménských rolníků. Poslední měsíce Varujanova života byly zachyceny ve filmu Taniel britského režiséra Garo Berberiana.